# آنجلا آندرئولی
آنجلا آندرئولی (ایتالیایی: Angela Andreoli؛ زادهٔ ۶ ژوئن ۲۰۰۶) ژیمناست هنری زن اهل ایتالیا است.